# Газіантепспор
«Газіантепспор» (тур. Gaziantepspor) — колишній турецький футбольний клуб із Газіантепа, заснований 1969 року. Виступав у найвищому дивізіоні Туреччини. Розформований у 2020 році.

## Досягнення
- Чемпіонат Туреччини

- Бронзовий призер (2): 1999-00, 2000-01

- Перший дивізіон

- Переможець (2): 1978-79,1989-90

- Кубок TSYD

- Володар кубка (Анкара): 1
- Володар кубка (Адана): 5

- Кубок Gençlik ve Spor Bakanlığı:

- Володар кубка (1): 1978-79

## ІВиступи в єврокубках
Кубок УЄФА / Ліга Європи:
| Сезон   | Раунд | Клуб              | Вдома | На виїзді | В сукупності |
| ------- | ----- | ----------------- | ----- | --------- | ------------ |
| 2000–01 | 1Р    | Депортіво Алавес  | 3–4   | 0–0       | 3–4          |
| 2001–02 | КР    | Зімбру            | 4–1   | 0–0       | 4–1          |
| 2001–02 | 1Р    | Хапоель Тель-Авів | 1–1   | 0–1       | 1–2          |
| 2003–04 | 1Р    | Хапоель Тель-Авів | 1–0   | 0–0       | 1–0          |
| 2003–04 | 2Р    | Ланс              | 3–0   | 3–1       | 6–1          |
| 2003–04 | 3Р    | Рома              | 1–0   | 0–2       | 1–2          |
| 2011–12 | 2КР   | Мінськ            | 5–1   | 1–1       | 6–2          |
| 2011–12 | 3КР   | Легія             | 0–1   | 0–0       | 0–1          |

Кубок Інтертото:
| Сезон | Раунд    | Клуб        | Вдома | На виїзді | В сукупності |
| ----- | -------- | ----------- | ----- | --------- | ------------ |
| 1996  | Група 10 | Гронінген   | Н/Д   | 1–1       | 4-е          |
| 1996  | Група 10 | Вашаш       | 3–2   | Н/Д       | 4-е          |
| 1996  | Група 10 | Льєрс       | Н/Д   | 0–1       | 4-е          |
| 1996  | Група 10 | Транс Нарва | 0–0   | Н/Д       | 4-е          |

## Відомі люди
- Артем Мілевський — колишній гравець збірної України, у вересні 2013 року уклав угоду з клубом строком на три роки. Футболіст взяв собі № 77[1] .Однак розірвали угоду 31 грудня 2013 року[2].